# Burgundy (manzana)
Burgundy es una variedad cultivar de manzano (Malus domestica).
Criado en 1953 en la "New York State Agricultural Experiment Station" (Estación experimental agrícola del estado de Nueva York), Geneva Estados Unidos por R.D. Way y R.C. Lamb. Fue introducido en los circuitos comerciales en 1974. Las frutas tienen una carne blanco crema con bastante mancha roja junto a la piel, textura crujiente, firme y fina, con sabor jugoso y dulce como la miel, vivaz y con buen sabor. Tolera la zona de rusticidad delimitada por el departamento USDA, de nivel 4.

## Sinonimia
- "Burgandy".

## Historia
'Liberty' es una variedad de manzana, que fue desarrollada en 1953 por R.D. Way y R.C. Lamb en la Estación experimental agrícola del estado de Nueva York en Geneva, Nueva York (Estados Unidos). Obtenida a partir del cruce de 'Macoun' como Parental-Madre x polen como Parental-Padre de 'Monroe'. Fue introducida en los circuitos comerciales en 1974.
'Burgundy' se cultiva en la National Fruit Collection (Colección Nacional de Fruta) de Reino Unido donde está cultivada con el número de accesión: 1975-035' y nombre de accesión: Burgundy.

## Características
'Burgundy' es un árbol mediano, erguido, moderadamente vigoroso. Presenta espuelas de fructificación. Comienza a producir bastante joven y proporciona cosecha anualmente. Baja uniformidad en las manzanas, mejor para cultivos de uso personal. Tiene un tiempo de floración que comienza a partir del 10 de mayo con el 10% de floración, para el 15 de mayo tiene una floración completa (80%), y para el 22 de mayo tiene un 90% de caída de pétalos.
'Burgundy' tiene una talla de fruto de mediano a grande, con altura promedio de 61,95 mm y anchura promedio de 71,20 mm; forma redonda con tendencia a cónicas, nervaduras débiles, y corona ausente; epidermis fina y brillante con color de fondo rosa brillante que se lava de fuertes rubores de borgoña oscuro en el 90 por ciento o más de la superficie, y rayas en la zona donde menos rubor está presente, con un patrón de sobre color rayas / chapa, importancia del ruginoso-"russeting" (pardeamiento áspero superficial que presentan algunas variedades) débil; pedúnculo longitud muy corto y de calibre robusto ubicado en una cavidad poco profunda y estrecha, a menudo con ligero ruginoso-"russeting" de color verdoso en las paredes; cáliz de tamaño medio y abierto, colocado en una cuenca poco profunda, y de anchura media, con las paredes ligeramente plisadas y con una corona ausente; pulpa de color blanco crema con bastante mancha roja junto a la piel, textura crujiente, firme y fina, con sabor jugoso y dulce como la miel, vivaz y con buen sabor.
Su tiempo de recogida de cosecha se inicia a finales de septiembre. Se conserva bien durante dos meses en frío, madurando para obtener los mejores sabores al mes de recogida.

## Usos
Criada como una manzana de uso destinado a ser una manzana para comer fresca y refrescante.

## Ploidismo
Diploide, auto estéril. Grupo de polinización: D, Día 15.

## Susceptibilidades
Propenso a la sarna del manzano, el mildiu y el fuego bacteriano.